# Лаш Кеплер
Лаш Кеплер (шв. Lars Kepler) је псеудоним шведског брачног пара Александре Коељо Андорил (шв. Alexandra Coelho Ahndoril, рођена 2. марта 1966) и Александра Андорила (шв. Alexander Ahndoril, рођен 20. јануара 1967), најпознатијих по њиховом књижевном серијалу о полицијском инспектору Јони Лини. Овај серијал, који засад броји седам делова, продат је у преко 14 милиона примерака и преведен на 40 језика. Пре него што су усвојили псеудоним Лаш Кеплер, и Александер и Александра Андорил били су већ познати писци са сопственим објављеним романима.
Серијал о Јони Лини прати детектива надзорника националне полицијске службе Јону Лину, оперативну надзорницу шведске службе безбедности Сагу Бауер, и Ерика Марија Барку (у "Хипнотизеру" и "Сенки"), квалификованог психијатра и психотерапеута специјализованог за психотрауматологију.
Издавачка кућа Алберт Бониер објавила је 18. фебруара 2020. да је пар под псеудонимом Лаш Кеплер постао најпродаванији аутор скандинавских детективских романа (познатих и као нордијски ноар) деценије, и у Шведској и на интернационалном нивоу. Њихов најновији роман у Јона Лина серијалу (објављен 21. октобра 2020. године у Шведској) номинован је за Адлибрис награду за детективски роман године. Српски издавач Лаш Кеплерових књига је Вулкан издаваштво.

## Порекло псеудонима
Псеудоним води порекло од имена скандинавског писца Стига Лашона који је служио као инспирација овом књишком двојцу да почне да пише криминалистичку фантастику. Име Кеплер потиче од немачког научника Јохана Кеплера (1571-1630), који је решио једну од највећих загонетки свог времена: био је управо његов прорачун орбите планета (касније познат и под називом Кеплерови закони) који је служио као основа за Њутнов закон гравитације.

### Тајновитост иза псеудонима
Британски медији су прво указали на Хенинга Манкела као човека иза псеудонима Лаш Кеплер, али то су брзо оповргнули и сам Манкел и Бониер, оснивач издавачке куће иза овог двојца. Неколико других особа је такође осумњичено да стоје иза овог псеудонима. У августу 2009. године шведски лист Афтонбладет известио је да иза псеудонима заправо стоји брачни пар Андорил. То је убрзо потврдила и поменута издавачка кућа у саопштењу за јавност. Да су њих двоје створили трећег, измишљеног аутора који ће их представљати, може се сматрати природним продужетком њихове ране индивидуалне каријере, у којој су обоје експериментисали са замагљивањем границе између фикције и стварности и инкорпорирања аутора као књижевног лика у својим делима. Најпознатији пример за ово је како је Александер Андорил у свом роману Режисер (2006, шв. Regissören) створио измишљену, али веродостојну причу о животу режисера Ингмара Бергмана. Александра Андорил се такође дотакла ове теме. У чланку о португалском писцу Фернанду Песоа објављеном у часопису Јернсторм (шв. Hjärnstorm) она пише о свом начину рада са такозваним хетеронимима, својеврсним псеудонимима који функционишу као самосталне личности. Она даје свој поглед на то зашто аутор може изабрати да иде у том правцу: "створио је прилику да напише нешто што можда није истина, али бар није лаж." За супружнике Андорил, псеудоним је био начин писања заједно без ограничења, док је тајност око њега произашла из жеље да Лаш Кеплер стоји на својим ногама и буде пред критичарима без асоцирања са њиховим претходним радовима.

## Приватни живот
Александер је одрастао у Упландс Весбију (швед. Upplands Väsby), двадесет километара северно од Стокхолма. Одувек је био страствени читалац, али је у младости  сањао да постане сликар. Годинама је стварао велике уљане слике инспирисане Каравађом. Тренирао је борилачку вештину Муаи Таи и примљен је у јединицу ренџера, након чега се преселио у центар Стокхолма и студирао философију, религију и филм на универзитету. Његов први роман написао је када је имао само деветнаест година. Пре него што је почео да пише као Лаш Кеплер, већ је написао девет романа, двадесет позоришних представа и један либрето.
Александра је одрасла у јужној Шведској. Рано је открила да жели да буде глумица и уписала се на Националну академију пантомиме и глуме у Стокхолму. Након тога, магистрирала је на пољу књижевне науке и била запослена као дипломирани студент на универзитету, када је почела писати тезу о португалском песнику Фернанду Песои. Написала је три историјска романа пре него што је почела да пише заједно са Александером.
Александер и Александра венчали су се 1994. године и заједно имају три ћерке. Живе у центру Стокхолма.

### Екранизације
Хипнотизер (шв. Hypnotisören) је шведски трилер из 2012. године, режиран од стране Ласеа Халстрема, заснован на првом роману у оквиру серијала о инспектору Јони Лини брачног пара под псеудонимом Лаш Кеплер. Овај филм био је један од кандидата за номинацију за Оскара за најбољи филм на страном језику на 85. додели награда, али није ушао у ужи избор. Главне улоге тумаче Тобијас Зилиакус у улози Јоне Лине и Микаел Пешбранд у улози  Ерика Марије Барке.